# Смирнов, Александр Фёдорович (Герой Советского Союза)
Алекса́ндр Фёдорович Смирно́в (1 июля 1906, Костенёво, Новгородская губерния — 24 августа 1985, Иркутск) — военнослужащий советской армии, командир батальона 1234-го стрелкового полка (370-я стрелковая дивизия, 69-я армия, 1-й Белорусский фронт). Майор. Герой Советского Союза.

## Биография
По национальности русский.
После окончания в 1934 году лесотехнического факультета Всесоюзного учебного комбината в Ленинграде направлен на должность заместителя председателя Иркутского обллесхимпрома, позже заместитель начальника треста «Иркутсктранслес».
С 1928 по 1930 срочная служба в армии, затем в 1939 вновь призван в вооружённые силы. Участник боёв на реке Халхин-Гол. Служил в дальневосточных частях до 1943 года.
С 1943 переведён на советско-германский фронт в должности командира батальона. Воевал на Северо-Западном, Калининском, 1-м Белорусском фронтах
Отличился в боях в Польше. За умелые действия и храбрость 24 марта 1945 года было присвоено звание Героя Советского Союза (медаль «Золотая Звезда» № 5225).
После войны уволен в запас. Работал начальником треста «Иркутсклес», начальником управления лесного хозяйства Восточно-Сибирского совнархоза.
Проживал в Иркутске, где умер и был похоронен на Радищевском кладбище.

## Награды
- Медаль «Золотая Звезда» (№ 5225);
- орден Ленина;
- два ордена Красного Знамени;
- орден Александра Невского;
- два ордена Отечественной войны 1-й степени;
- орден Трудового Красного Знамени;
- медали.

## Память
В Иркутске на доме, где жил Александр Смирнов, установлена мемориальная доска.